# J. P. Bordeleau
Jean-Pierre „J. P.“ Bordeleau (* 13. Juni 1949 in Noranda, Québec) ist ein ehemaliger kanadischer Eishockeyspieler, der im Verlauf seiner aktiven Karriere zwischen 1967 und 1982 unter anderem 567 Spiele für die Chicago Black Hawks in der National Hockey League (NHL) auf der Position des rechten Flügelstürmers bestritten hat. Mit den Chicago Black Hawks erreichte Bordeleau im Verlauf der Stanley-Cup-Playoffs 1973 die Finalserie um den Stanley Cup.

## Karriere
Bordeleau verbrachte seine Juniorenkarriere zwischen 1967 und 1969 bei den Canadien junior de Montréal in der Ontario Hockey Association (OHA). Dort war der Stürmer in den beiden Jahren überaus erfolgreich und konnte im Jahr 1969 zum Abschluss seiner Zeit im Juniorenbereich mit der Mannschaft das Double bestehend aus dem J. Ross Robertson Cup der OHA und dem Memorial Cup des Dachverbands Canadian Hockey League gewinnen. Dem Team gehörten zu dieser Zeit zahlreiche spätere Profispieler an. Bordeleau selbst wurde im Sommer im Rahmen des NHL Amateur Draft 1969 in der ersten Runde an 13. Stelle von den Chicago Black Hawks aus der National Hockey League (NHL) ausgewählt.
Zur Saison 1969/70 wechselte der 20-Jährige in die Organisation der Chicago Black Hawks. Mit Ausnahme einer Partie in den Stanley-Cup-Playoffs 1970 und drei Spielen im Verlauf der Spielzeit 1971/72 stand der Franko-Kanadier in den folgenden drei Spielzeiten aber ausschließlich für deren Farmteam, die Dallas Black Hawks, in der Central Hockey League (CHL) auf dem Eis. Obwohl er aufgrund eines Leistenbruchs große Teile des Spieljahres 1970/71 verpasste, entwickelte sich der Flügelspieler kontinuierlich und avancierte im Jahr nach der Zwangspause zum besten Torschützen des Teams. Damit war er maßgeblich am Gewinn des Adams Cup in der Saison 1971/72 beteiligt, in der in insgesamt 82 Spielen 51-mal traf und weitere 33 Tore für Mitspieler auflegte. Folglich wurde er am Saisonende mit der Berufung ins First All-Star Team der CHL individuell ausgezeichnet und belohnt.
Die Leistungen Bordeleaus im Farmkader der Dallas Black Hawks bescherten ihm zur Saison 1972/73 den Sprung in den Stammkader der Chicago Black Hawks in der NHL. In seiner Rookiespielzeit erreichte er mit dem Team im Verlauf der Stanley-Cup-Playoffs 1973 die Finalserie um den Stanley Cup, wo es allerdings den Canadiens de Montréal mit 2:4 unterlag. Auch in den folgenden sieben Spielzeiten bis 1980 war der Angreifer ein fester Bestandteil des Kaders, der stets 20 bis 30 Scorerpunkte pro Saison zum Erfolg des Teams beisteuerte und zusätzlich Defensivaufgaben erfüllte. Nachdem er in der Saison 1979/80 viele Spiele aufgrund einer Rückenverletzung verpasst hatte, wurde der 31-Jährige vor dem Beginn der folgenden Spielzeit aus dem Kader gestrichen. Da ihn im NHL Waiver Draft kein anderes NHL-Franchise auswählte, er jedoch noch einen zwei Jahre gültigen Vertrag besaß, ließ er seine Karriere bis 1982 beim Farmteam New Brunswick Hawks in der American Hockey League (AHL) ausklingen. Anschließend war er bis 1984 kurzzeitig als Spieler und Trainer der Riverview Trappers in der New Brunswick Senior Hockey League tätig.

## Erfolge und Auszeichnungen
- 1969 J.-Ross-Robertson-Cup-Gewinn mit den Canadien junior de Montréal
- 1969 Memorial-Cup-Gewinn mit den Canadien junior de Montréal
- 1972 Adams-Cup-Gewinn mit den Dallas Black Hawks
- 1972 CHL First All-Star Team

## Karrierestatistik
(Legende zur Spielerstatistik: Sp oder GP = absolvierte Spiele; T oder G = erzielte Tore; V oder A = erzielte Assists; Pkt oder Pts = erzielte Scorerpunkte; SM oder PIM = erhaltene Strafminuten; +/− = Plus/Minus-Bilanz; PP = erzielte Überzahltore; SH = erzielte Unterzahltore; GW = erzielte Siegtore; 1 Play-downs/Relegation; Kursiv: Statistik nicht vollständig)

## Familie
Bordeleaus älterer Bruder Christian und jüngerer Bruder Paulin waren ebenfalls professionelle Eishockeyspieler. Christian verbrachte den Beginn seiner Karriere zunächst in der National Hockey League (NHL), wo er in der Saison 1971/72 gemeinsam mit seinem Bruder J. P. drei Spiele für die Chicago Black Hawks bestritt. Insgesamt absolvierte er über 220 NHL-Spiele für die Canadiens de Montréal, St. Louis Blues und eben Chicago. In der WHA stand er in über 460 Partien für die Winnipeg Jets und Nordiques de Québec in der World Hockey Association (WHA) auf dem Eis. Zudem gehört er zu den wenigen Spielern, die in ihrer Karriere sowohl den Stanley Cup der NHL als auch die Avco World Trophy der WHA gewinnen konnten. Paulin war ebenfalls sowohl in der NHL als auch WHA aktiv. Gemeinsam mit Christian spielte er zwischen 1976 und 1979 bei den Nordiques de Québec. Dort gewannen sie 1977 zusammen die Avco World Trophy. In der NHL lief er zuvor über 180-mal für die Vancouver Canucks auf, während er in der WHA über 260-mal auf dem Eis stand. Später war er viele Jahre in Frankreich aktiv, mit deren Nationalmannschaft er an den Olympischen Winterspielen 1988 im kanadischen Calgary teilnahm.
J. P. Bordeleaus Neffen und Söhne Paulins, Sébastien und Paulin junior, schafften ebenfalls den Sprung ins professionelle Eishockey. Während Sébastien auf über 250 NHL-Spiele kam, war sein jüngerer Bruder nur kurzzeitig als Profi in der französischen Ligue Magnus aktiv.